# Kendall Jenner
Kendall Nicole Jenner (Los Angeles, 3 november 1995) is een Amerikaans model en televisiepersoonlijkheid. In 2012 speelde ze een gastrol in een aflevering van Hawaii Five-0. Met haar zus Kylie heeft ze een eigen kledinglijn genaamd Kendall + Kylie en schreef ze het boek Rebels: City of Indra.
Kendall Jenner is model voor grote kledingmerken. Ze begon haar carrière op 14-jarige leeftijd bij het modellenbureau Willemina. Ze liep ook in 2016 de Victoria's Secret-show met Gigi Hadid.

## Familie
Kendall werd geboren in Los Angeles. Ze is de eerste dochter van voormalig tienkamper Caitlyn Jenner (destijds bekend als Bruce Jenner) en Kris Jenner. Kylie is haar jongere zus. Verder heeft ze van haar moeders kant nog drie oudere halfzussen, Kourtney, Kim en Khloé en een oudere halfbroer Rob Kardashian. Van haar vaders kant heeft Kendall drie oudere halfbroers onder wie Brody Jenner en een oudere halfzus.

## Carrière
In 2007 verwierf Jenner haar eerste bekendheid door de realityserie Keeping Up with the Kardashians. In juni 2021 kwam de laatste aflevering hiervan online.

### Modellenwerk
Kendalls modellencarrière begon op veertienjarige leeftijd bij het modellenbureau Wilhelmina. Haar eerste campagne was voor het kledingmerk Forever 21. Jenner heeft ook verschillende catwalkshows gelopen. Haar eerste catwalkshow was de Sherri Hill-show in 2011. In 2014 liep ze 13 shows in onder andere New York, Milaan en Parijs voor modemerken als Chanel, Marc Jacobs, Emilio Pucci, Dolce & Gabbana, Givenchy, Burberry en DVF.

### Mode
Kendall heeft samen met haar jongere zus Kylie Jenner het modelabel Kendall + Kylie.

## Televisie en film
| Jaar | Serie         | Rol | Beschrijving                                       |
| ---- | ------------- | --- | -------------------------------------------------- |
| 2012 | Hawaii Five-0 | AJ  | Tv-serie (seizoen 3 aflevering 6: "I Ka Wa Mamua") |

### Als zichzelf
| Jaar      | Serie                               | Beschrijving              |
| --------- | ----------------------------------- | ------------------------- |
| 2007–2021 | Keeping Up with the Kardashians     | Tv-serie                  |
| 2008      | E! True Hollywood Story             | Documentaire              |
| 2009      | Kourtney and Khloé Take Miami       | Tv-serie                  |
| 2011      | Kourtney and Kim Take New York      | Tv-serie (2 afleveringen) |
| 2011      | Khloé & Lamar                       | Tv-serie                  |
| 2012      | America's Next Top Model seizoen 18 | Tv-serie                  |
| 2014      | MuchMusic Video Awards              | Co-host                   |
| 2017      | Life of Kylie                       | Tv-serie                  |

- Gemeinsame Normdatei: 1243001623
- International Standard Name Identifier: 0000 0003 6772 2983
- Library of Congress Control Number: n2012020918
- Virtual International Authority File: 233055905
- WorldCat: E39PBJr7QBv9FWxch6rR3crH4q